# Pandanus angiensis
Pandanus angiensis är en enhjärtbladig växtart som beskrevs av Ryozo Kanehira. Pandanus angiensis ingår i släktet Pandanus och familjen Pandanaceae. Inga underarter finns listade.